# Navajo (1952)
Navajo é um filme norte-americano de 1952, do gênero documentário, dirigido por Norman Foster e estrelado por Francis Kee Teller e John Mitchell.
Navajo é um docudrama, isto é, um documentário que reproduz situações de forma dramática, o que significa a utilização de atores. No caso, os papéis principais foram entregues a ameríndios da reserva navaja, no Arizona, onde a produção foi realizada.
O filme recebeu duas indicações ao Oscar, nas categorias de Melhor Documentário e Melhor Fotografia (em preto e branco).

## Sinopse
Son of the Hunter, jovem Navajo, é separado da família para ser educado em escolas estatais. Ele recusa o "mundo dos brancos" e foge, perseguido por seus dois professores. Principiantes, estes acabam com as vidas em perigo, o que dá ensejo a que Son of the Hunter procure salvá-los.

## Premiações
| Patrocinador                                            | Prêmio          | Categoria                                                                | Situação |
| ------------------------------------------------------- | --------------- | ------------------------------------------------------------------------ | -------- |
| Academia de Artes e Ciências Cinematográficas           | Oscar           | Melhor Fotografia (preto e branco) Melhor Documentário de Longa-Metragem | Indicado |
| Associação de Correspondentes Estrangeiros de Hollywood | Prêmio Especial | Melhor Atuação Juvenil                                                   | Vencedor |

## Elenco
| Ator/Atriz         | Personagem        |
| ------------------ | ----------------- |
| Francis Kee Teller | Son of the Hunter |
| John Mitchell      | Grey Singer       |
| Senhora Kee Teller | Good Weaver       |
| Billy Draper       | Billy             |
| Hall Bartlett      | Professor         |
| Virgil Miller      | Comerciante       |
| Cozy McSparron     | Cozy McSparron    |
| Sammy Ogg          | Narrador          |